# 1961 في اليونان
فيما يلي قوائم الأحداث التي وقعت خلال عام 1961 في اليونان.

## سياسة

### تعيين في المنصب
- 4 نوفمبر – قسطنطين كرامنليس رئيس وزراء اليونان.

### انتهاء فترة المنصب
- 20 سبتمبر – قسطنطين كرامنليس رئيس وزراء اليونان.

## مواليد

### مارس
- 24 مارس – يانيس فاروفاكيس

### يوليو
- 29 يوليو – ديميتريس سارافاكوس لاعب كرة قدم يوناني.

## وفيات

### يناير
- 1 يناير – موئيز كوهين (مواليد 1883)